# Englisches Alphabet

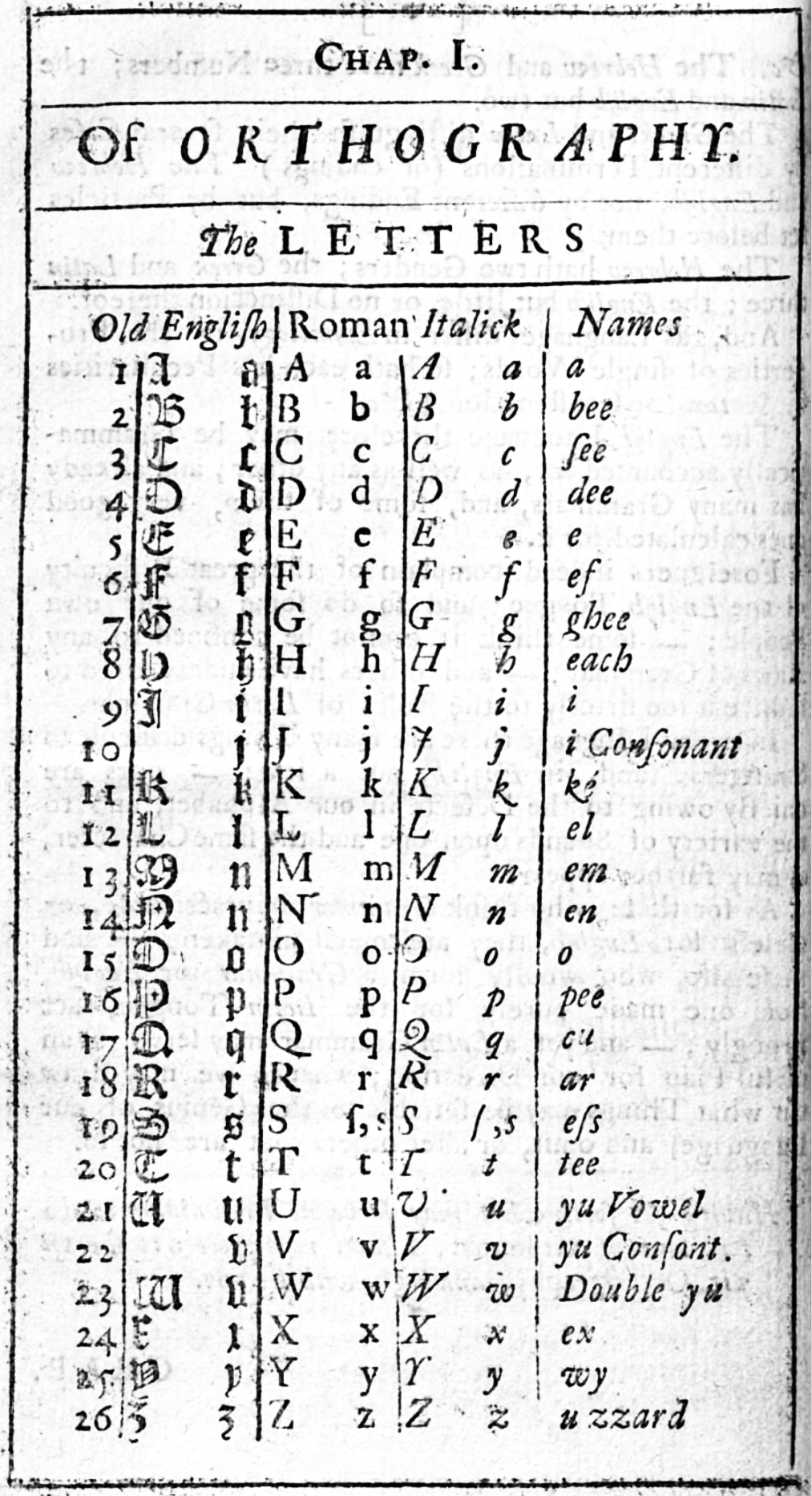
Englisches Alphabet in einer irischen Rechtschreibfibel, 1740

Das moderne englische Alphabet ist ein Alphabet, das zur Schreibung der englischen Sprache verwendet wird. Es stimmt mit dem lateinischen Alphabet überein und umfasst 26 Buchstaben:
| Großbuchstaben  | A | B | C | D | E | F | G | H | I | J | K | L | M | N | O | P | Q | R | S | T | U | V | W | X | Y | Z |
| Kleinbuchstaben | a | b | c | d | e | f | g | h | i | j | k | l | m | n | o | p | q | r | s | t | u | v | w | x | y | z |

Die Großbuchstaben werden im Englischen als uppercase letters, capital letters oder majuscule forms bezeichnet, die Kleinbuchstaben als lowercase letters, small letters oder minuscule forms.

## Geschichte
In der ältesten Sprachstufe des Englischen, dem Altenglischen, wurde ursprünglich mit Runen geschrieben. Die Angelsachsen verwendeten das anglofriesische Futhork, eine Weiterentwicklung der germanischen Runenreihe Futhark. Futhork ist lediglich auf Münzenaufschriften und auf ca. 70 Inschriften auf Holz, Knochen und Stein erhalten.

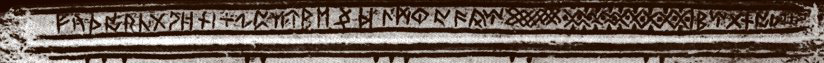
Angelsächsische Runenreihe (f u þ o r k …) auf dem in der Themse gefundenen Sax von Beagnoth. Am Schluss steht der Name des Runenmeisters Beagnoþ.

Etwa ab 7. Jahrhundert n. Chr. wurden die Runen durch das lateinische Alphabet ersetzt. Dem lateinischen Alphabet wurden einige Zeichen hinzugefügt, um Laute aus der englischen Sprache darzustellen, die durch das lateinische Alphabet nicht abgedeckt waren, so die Buchstaben Eth (Ð in Großschreibung und ð in Kleinschreibung) und Thorn (þ) für die Laute [ð] und [θ], Ash (Æ und æ) für [æ]. Ferner findet man in altenglischen Texten <ȝ> (auch als Yogh bezeichnet) sowie <ƿ> (Wynn) für [w].
In der mittelenglischen Zeit (ca. 1100–1500) verschwanden diese zusätzlichen Buchstaben nach und nach aus dem Alphabet. Eth und Thorn wurden durch <th> ersetzt. Ash fiel weg, weil der Laut [æ] in vielen Worten durch den Laut [a] ersetzt wurde und damit nicht mehr notwendig war. Wynn wurde durch den lateinischen Buchstaben ⟨w⟩ ersetzt. Den Buchstabe <ȝ> findet man noch in mittelenglischen Texten, er wird im modernen Englisch durch <y> und <gh> ersetzt. <ƿ> wurde im modernen Englisch durch <w> ersetzt, um Verwechslung mit <p> zu vermeiden. Im Mittelenglischen kamen die im Altenglischen nicht üblichen Buchstaben ⟨k⟩, ⟨q⟩ und ⟨z⟩ in Gebrauch.

## Englische Namen der Buchstaben des lateinischen Alphabets
Die Zusammenstellung orientiert sich am Oxford English Dictionary. 
|    | Großbuchstabe | Kleinbuchstaben | Name     | IPA         |
| -- | ------------- | --------------- | -------- | ----------- |
| 1  | A             | a               | ay ai    | /eɪ/        |
| 2  | B             | b               | bee      | /biː/       |
| 3  | C             | c               | cee      | /siː/       |
| 4  | D             | d               | dee      | /diː/       |
| 5  | E             | e               | ey       | /iː/        |
| 6  | F             | f               | ef       | /ɛf/        |
| 7  | G             | g               | gee      | /dʒiː/      |
| 8  | H             | h               | aitch    | /eɪtʃ/      |
| 9  | I             | i               | i        | /ɑɪ/        |
| 10 | J             | j               | jay      | /dʒeɪ/      |
| 11 | K             | k               | kay      | /keɪ/       |
| 12 | L             | l               | el       | /ɛɫ/        |
| 13 | M             | m               | em       | /ɛm/        |
| 14 | N             | n               | en       | /ɛn/        |
| 15 | O             | o               | o        | /oː/        |
| 16 | P             | p               | pee      | /piː/       |
| 17 | Q             | q               | que      | /qju/       |
| 18 | R             | r               | ar       | /ɑː/        |
| 19 | S             | s               | es       | /ɛs/        |
| 20 | T             | t               | tee      | /tiː/       |
| 21 | U             | u               | you      | /juː/       |
| 22 | V             | v               | vee      | /viː/       |
| 23 | W             | w               | double-u | /dɑbəɫˈju/  |
| 24 | X             | x               | ex       | /ɛks/       |
| 25 | Y             | y               | wy       | /ʋɑɪ/       |
| 26 | Z             | z               | zed zee  | /zɛt/ /ziː/ |

Beim Buchstabieren greift man auf Buchstabiertafeln zurück, z. B. auf das ICAO-Alphabet.

## Diakritische Zeichen
Anders als etwa das französische Alphabet enthält das englische Alphabet keine Buchstaben mit diakritischen Zeichen. Diakritische Zeichen werden zur Schreibung englischer Wörter normalerweise nicht gebraucht, sie erscheinen fast nur in Fremdwörtern und nichtenglischen Eigennamen.
Das Weglassen des diakritischen Zeichens gilt oft als ebenso korrekte Schreibweise, z. B. französisch cliché = englisch cliché oder cliche.